# Hart (Texas)
Hart è un comune (city) degli Stati Uniti d'America della contea di Castro nello Stato del Texas. La popolazione era di 1 114 abitanti al censimento del 2010.

## Geografia fisica
Secondo lo United States Census Bureau, la città ha una superficie totale di 1,92 km², dei quali 1,91 km² di territorio e 0,01 km² di acque interne (0,54% del totale).
Si trova lungo la Texas State Highway 194. Dimmitt, il capoluogo di contea, si trova 16 miglia (26 km) a nord-ovest, e Plainview si trova 28 miglia (45 km) a sud-est.

## Origini del nome
La città prende questo nome in onore di T. W. Hart, che creò la sede del suo ranch vicino al Running Water Draw nel 1899.

## Società

### Evoluzione demografica
Secondo il censimento del 2010, la popolazione era di 1 114 abitanti.

### Etnie e minoranze straniere
Secondo il censimento del 2010, la composizione etnica della città era formata dal 61,58% di bianchi, il 3,14% di afroamericani, lo 0,45% di nativi americani, lo 0,36% di asiatici, lo 0% di oceanici, il 32,14% di altre razze, e il 2,33% di due o più etnie. Ispanici o latinos di qualunque razza erano il 74,87% della popolazione.